# Waldmurmeltier
Das Waldmurmeltier (Marmota monax, engl. Groundhog oder auch Woodchuck oder Whistle-pig) ist ein Nagetier aus der Familie der Hörnchen. Es gehört wie das in Europa vorkommende Alpenmurmeltier der Gattung der Murmeltiere an.

## Merkmale
Waldmurmeltiere sind meist zwischen 40 und 65 cm lang (wobei der Schwanz etwa 15 cm lang ist) und wiegen zwischen zwei und vier kg. In Gegenden mit wenigen Feinden und großem Nahrungsangebot können sie bis zu 80 cm lang werden und bis zu 14 kg wiegen. Sie haben in freier Wildbahn eine Lebenserwartung von bis zu sechs Jahren, in Gefangenschaft von bis zu zehn Jahren.

## Verbreitung

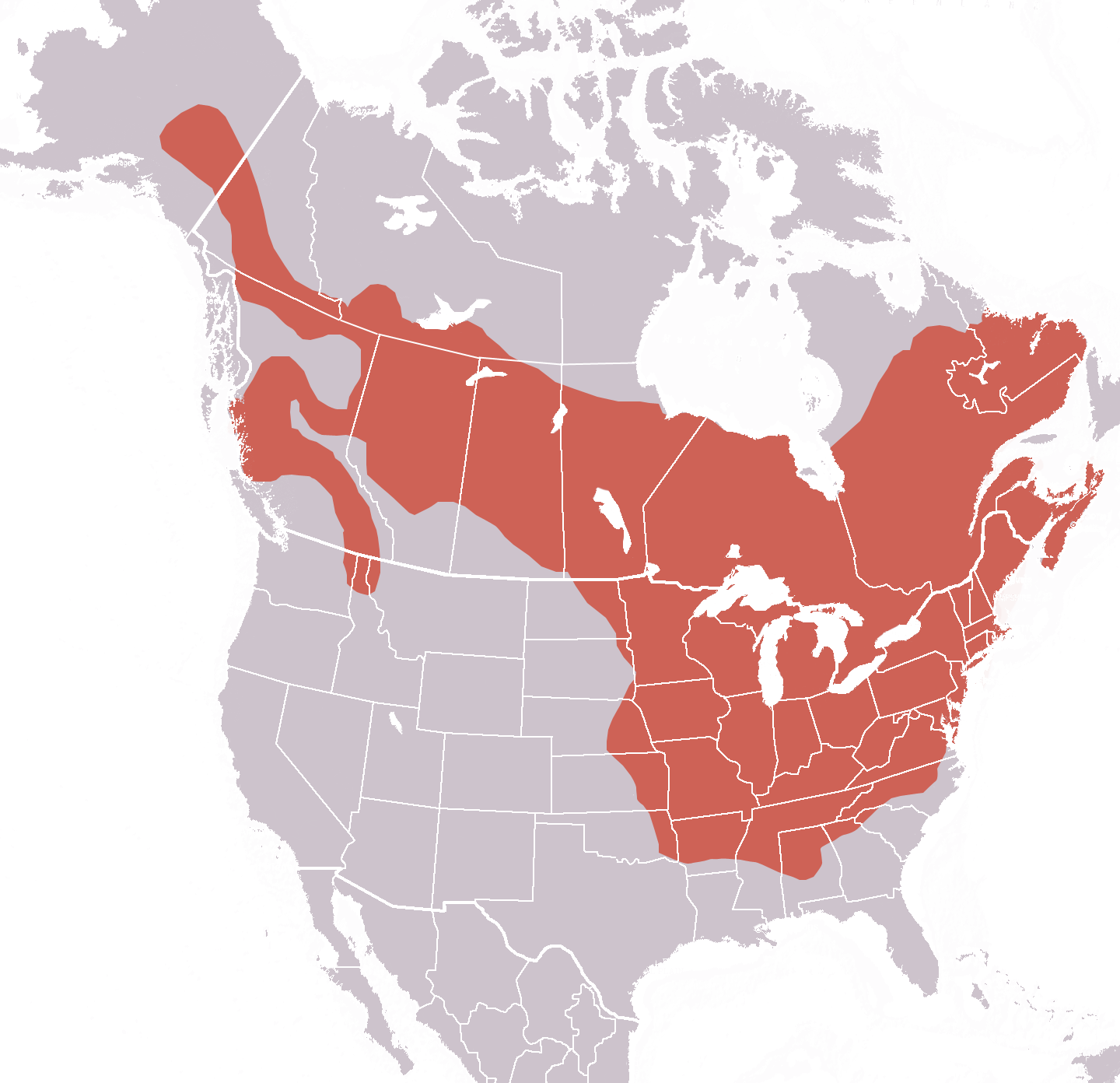
Verbreitungsgebiet des Waldmurmeltiers

Während andere Murmeltierarten in felsigen und bergigen Gegenden leben, ist das Waldmurmeltier ein Flachlandbewohner. Es ist in Nordamerika weit verbreitet (siehe Karte).

## Lebensraum
Anders als es der deutsche Name andeutet, lebt das Waldmurmeltier eher auf Freiflächen und in der Nähe von Waldrändern als im Wald. Es ist eine der wenigen Arten, bei denen die Population seit der Ankunft der europäischen Siedler in Nordamerika zugenommen hat, da ihm das Abholzen der Wälder ein angenehmeres Habitat verschafft hat. Als Folge der weiten Verbreitung ist das Tier vielen Menschen in den USA und Kanada bekannt; auch lebt es am Rand städtischer Siedlungen.

## Lebensweise

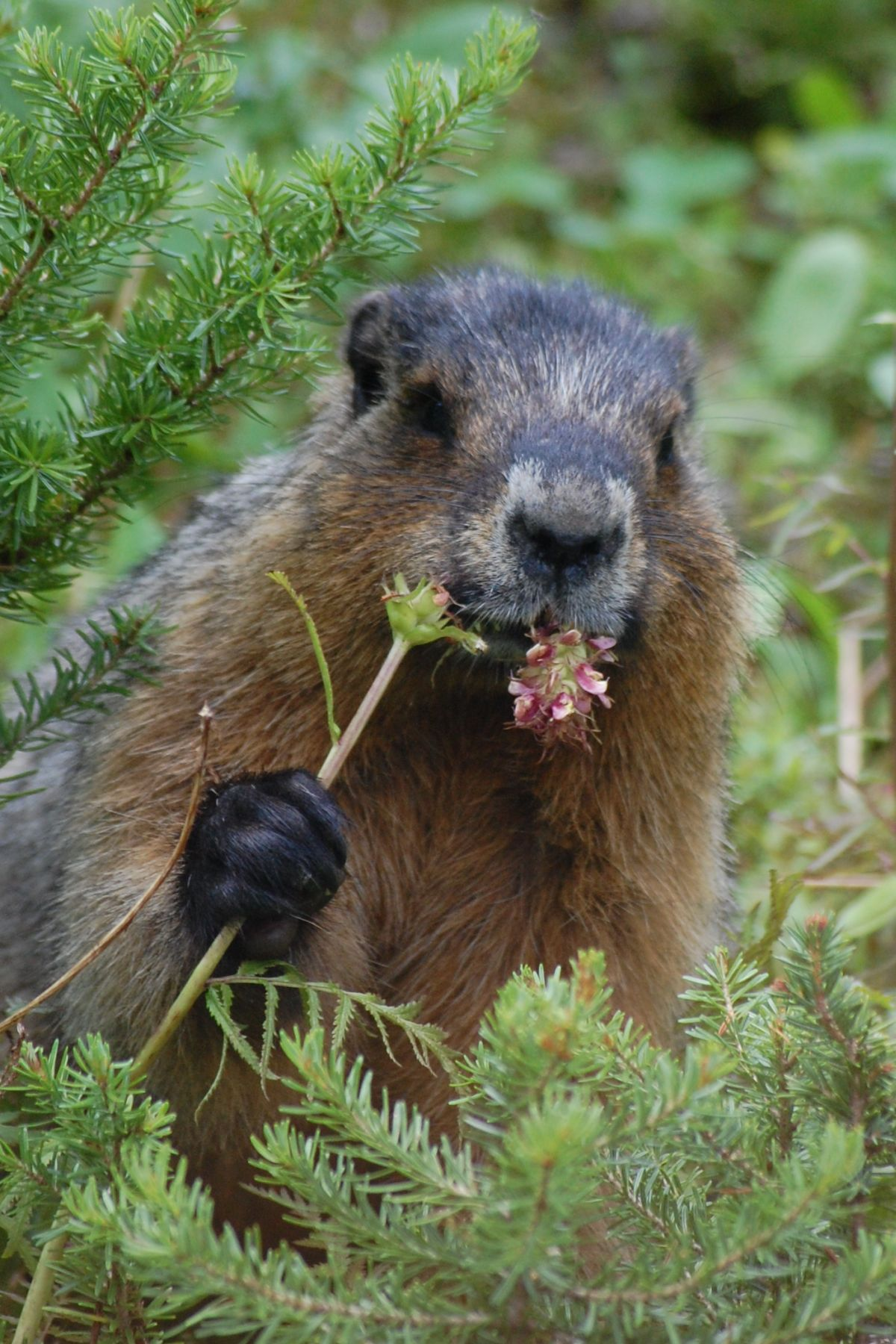
Waldmurmeltier am Peyto Lake

Waldmurmeltiere sind ausgezeichnete Höhlenbauer. Sie nutzen ihre Erdhöhlen zum Schlafen, um die Jungen aufzuziehen und für den Winterschlaf. Die Bauten haben meist zwei Eingänge, und das Waldmurmeltier entfernt sich im Freien selten weit von einem der beiden. Während es im Freien vor möglichen Fressfeinden in aller Regel die Flucht ergreift, verteidigt es seinen Bau vehement gegen eindringende Feinde wie Stinktiere, Füchse, Marder oder Haushunde. Mit seinen zwei großen Nagezähnen und den Klauen der Vorderläufe kann es sich wirkungsvoll verteidigen, insbesondere, wenn der Angreifer durch die Enge des Baus behindert wird. Das Waldmurmeltier hält sich normalerweise auf dem Boden auf, kann aber Bäume erklettern und ist ein guter Schwimmer.
Beim Bau seiner Erdhöhle bewegt das Waldmurmeltier im Durchschnitt 1 m³ Erdmaterial mit einem Gewicht von etwa 1320 kg.
Üblicherweise sind Waldmurmeltiere nach der zweiten Überwinterung geschlechtsreif, ein kleiner Prozentsatz ist es schon nach der ersten Überwinterung. Die Paarungszeit beginnt nach der Überwinterung im März/April. Nach etwa vier bis fünf Wochen Tragzeit werden zwei bis sechs nackte, blinde, taube und zahnlose Junge gesetzt. Das Paar bleibt bis zur Geburt der Jungen zusammen, danach verlässt das Männchen den Bau. Die Jungen werden fünf bis sechs Wochen gesäugt, danach verlassen sie den Bau der Mutter, um sich eine eigene Höhle zu suchen.

## Systematik
Das Waldmurmeltier wird als eigenständige Art innerhalb der Gattung der Murmeltiere (Marmota) eingeordnet, die aus vierzehn Arten besteht. Die wissenschaftliche Erstbeschreibung stammt von Carl von Linné, der die Art im Jahr 1758 in der 10. Auflage seines Systema naturae unter dem Namen Mus monax als Art der Mäuse beschrieb. Linné gab als Ursprungsort „in America septentrionalis“ an, Oldfield Thomas grenzte dies 1911 auf Maryland ein. Die Art wird innerhalb der Murmeltiere in die Untergattung Marmota eingeordnet.

## Das Waldmurmeltier in der Kultur

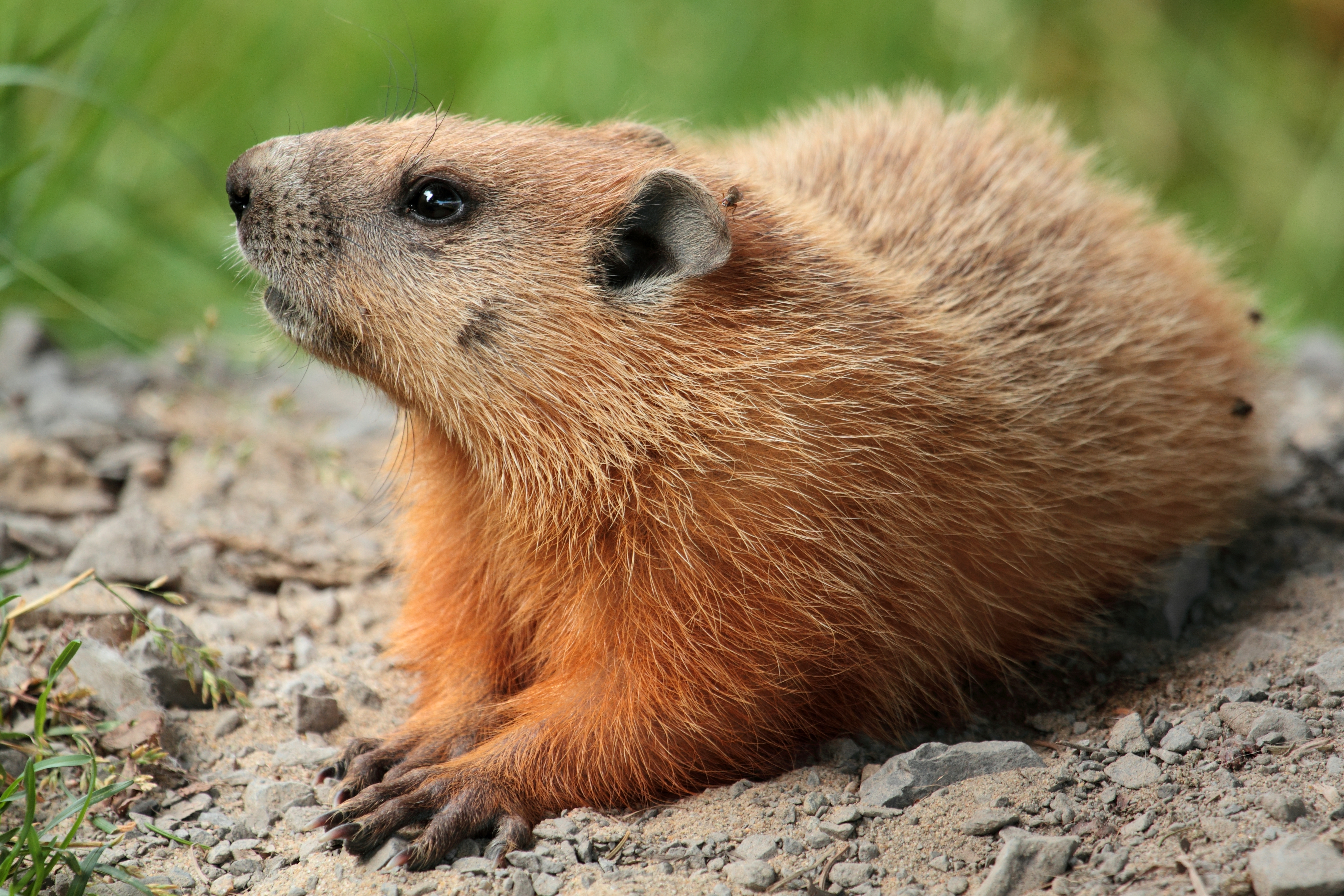
Waldmurmeltier

In den USA und Kanada wird vielerorts der Groundhog Day gefeiert, der in Europa durch den gleichnamigen Film mit Bill Murray (deutscher Titel: Und täglich grüßt das Murmeltier) bekannt wurde.
Der englische Name Woodchuck gibt Anlass zur Verwendung als Zungenbrecher – zum Beispiel „How much wood would a woodchuck chuck if a woodchuck could chuck wood? A woodchuck would chuck as much wood as a woodchuck could chuck if a woodchuck could chuck wood.“ (etwa: „Wieviel Holz würde ein Woodchuck fällen, wenn ein Woodchuck Holz fällen könnte? – Ein Woodchuck würde soviel Holz fällen, wie ein Woodchuck fällen könnte, wenn er Holz fällen könnte“). Das englische Wort stammt vermutlich aus der Sprache der Algonkin, in der das Tier wuchack genannt wurde.

## Belege
1. 1 2 3 4  
Marmota monax. In: Don E. Wilson, DeeAnn M. Reeder (Hrsg.): Mammal Species of the World. A taxonomic and geographic Reference. 2 Bände. 3. Auflage. Johns Hopkins University Press, Baltimore MD 2005, ISBN 0-8018-8221-4.
2. ↑  
Carl von Linné: Systema naturae. 10. Auflage, 1758; Band 1, S. 60, 63–64 (Digitalisat).
3. ↑  
Native Languages of the Americas: „Native American Woodchuck Mythology.“ (englisch; abgerufen am 10. April 2013)